# Orzesze (gromada)
Orzesze – dawna gromada, czyli najmniejsza jednostka podziału terytorialnego Polskiej Rzeczypospolitej Ludowej w latach 1954–1972.
Gromady, z gromadzkimi radami narodowymi (GRN) jako organami władzy najniższego stopnia na wsi, funkcjonowały od reformy reorganizującej administrację wiejską przeprowadzonej jesienią 1954 do momentu ich zniesienia z dniem 1 stycznia 1973, tym samym wypierając organizację gminną w latach 1954–1972.
Gromadę Orzesze z siedzibą GRN w Orzeszu (wówczas wsi) utworzono – jako jedną z 8759 gromad na obszarze Polski – w powiecie pszczyńskim w woj. stalinogrodzkim, na mocy uchwały nr 21/54 WRN w Stalinogrodzie z dnia 5 października 1954. W skład jednostki weszły obszary dotychczasowych gromad Zawada i Orzesze (z wyłączeniem obrębu Jaśkowice) oraz kolonia Szklarnia z dotychczasowej gromady Ornontowice (obejmująca niektóre parcele z karty 2 obrębu Ornontowice) ze zniesionej gminy Orzesze w tymże powiecie.
13 listopada 1954 (z mocą obowiązująca wstecz od 1 października 1954) gromada weszła w skład nowo utworzonego powiatu tyskiego w tymże województwie, gdzie ustalono dla niej 27 członków gromadzkiej rady narodowej.
1 stycznia 1956 gromadę Orzesze zniesiono w związku z nadaniem jej statusu osiedla (18 lipca 1962 Orzesze otrzymało status miasta).